# جويل نيلسون (لاعب كرة قدم)
جويل نيلسون (بالسويدية: Joel Nilsson)‏ هو لاعب كرة قدم سويدي في مركز الوسط، ولد في 11 يوليو 1994. لعب مع Mjällby AIF ‏.

## وصلات خارجية
- جويل نيلسون على موقع اتحاد النرويج (النرويجية)
- جويل نيلسون على موقع اتحاد السويد (السويدية)
- جويل نيلسون على موقع قاعدة بيانات كرة القدم.إي يو (الإنجليزية)
- جويل نيلسون على موقع Soccerway.com (الإنجليزية)